# Хитусси, Антонин
Антонин Хитусси (чеш. Antonin Chittussi; 1 декабря 1847, Ронов-над-Доубравоу — 1 мая 1891, Прага) — чешский художник.

## Жизнь и творчество
Отцом А.Хитусси был итальянец, матерью — чешка. Первоначально Антонин поступает в Чешский технический университет в Праге, позднее переходит в пражскую Академию изобразительных искусств, откуда был исключём вместе с Миколашем Алешом. Продолжал обучение в Академии изобразительных искусств в Мюнхене и позднее — в венской Академии искусств. С 1873 по 1878 год был призван в армию как резервист во время войны в Боснии и Герцеговине. Армейский быт и военные впечатления повлияли на характер художника — он стал подозрителен и меланхоличен. Картины этого периода и последующего, написанные по возвращении в Чехию, не раскрывают ещё всей полноты дарования мастера.
После поездки в Париж, организованной при помощи художника Юлиуса Зейера, в творчестве Хитусси происходит перелом. Во Франции он знакомится с работами мастеров пейзажной живописи, и в его новых полотнах ощутимо влияние барбизонской школы. Некоторые критики относили его также к художникам — импрессионистам. В 1880 году Хатусси начинает писать и натюрморты. В 1882 году художник возвращается в Чехию, где выясняет, что на родине его работы менее известны, чем во Франции. Уехав снова в Париж, он через некоторое время, испытывая тоску по родным краям, вновь его покидает. Некоторое время живёт в небольших чешских городках: Члунеке и Тржебоне. Писал преимущественно пейзажи; к 1888 году относится его «Вид на Прагу». Много путешествовал по Чехии; совершил также поездки в Татры и на Всемирную выставку в Париж. Творчество А.Хитусси не было по достоинству оценено современниками. Скончался мастер в возрасте 43 лет от последствий тяжёлого бронхита.
Полотна, выставленные в Праге в 1892 году, уже после смерти А.Хитусси, оказали влияние на творчество ряда чешских художников — учеников Юлиуса Маржака (в особенности — Франтишека Кавана) и, таким образом, повлияли и на развитие чешской живописи XX столетия.

## Галерея

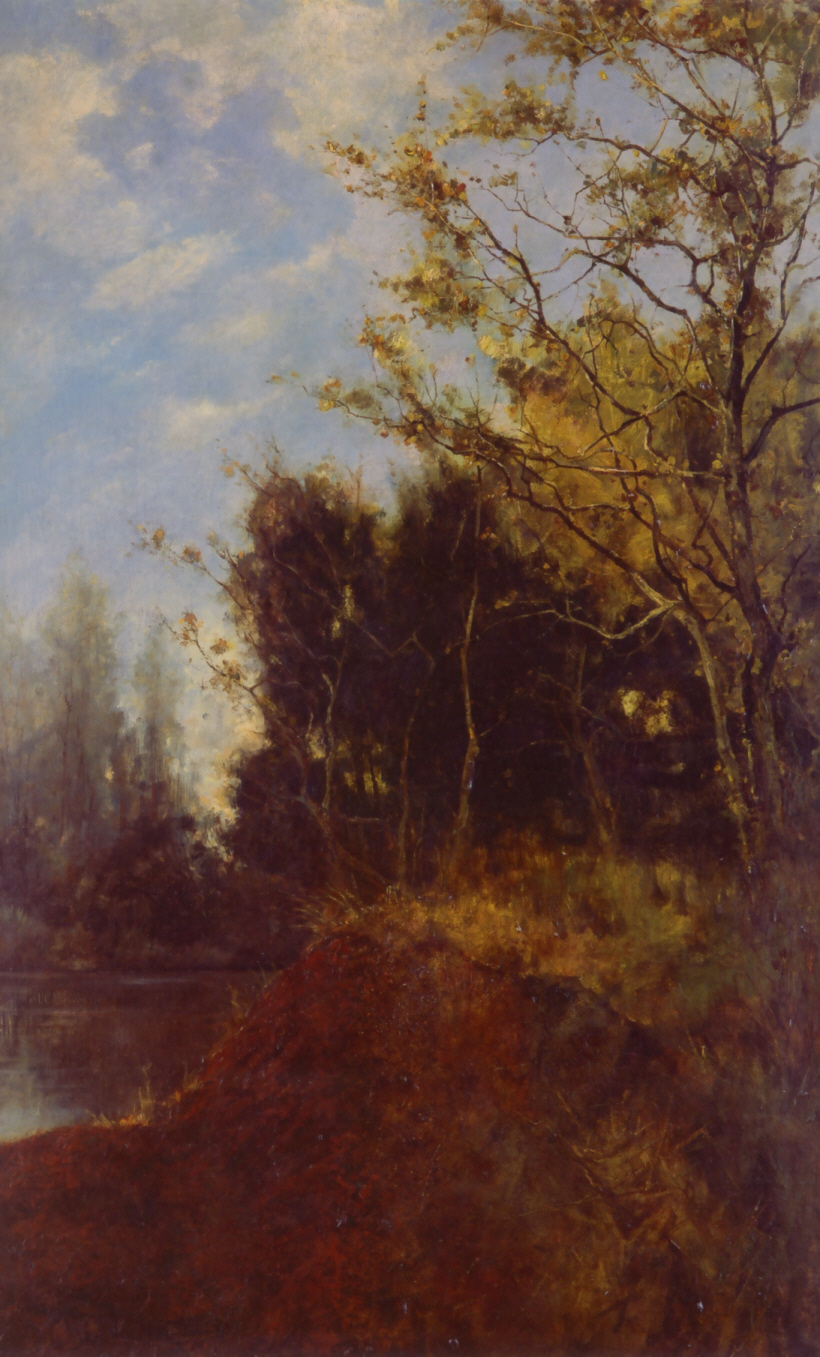
Лужа на краю леса (1883)
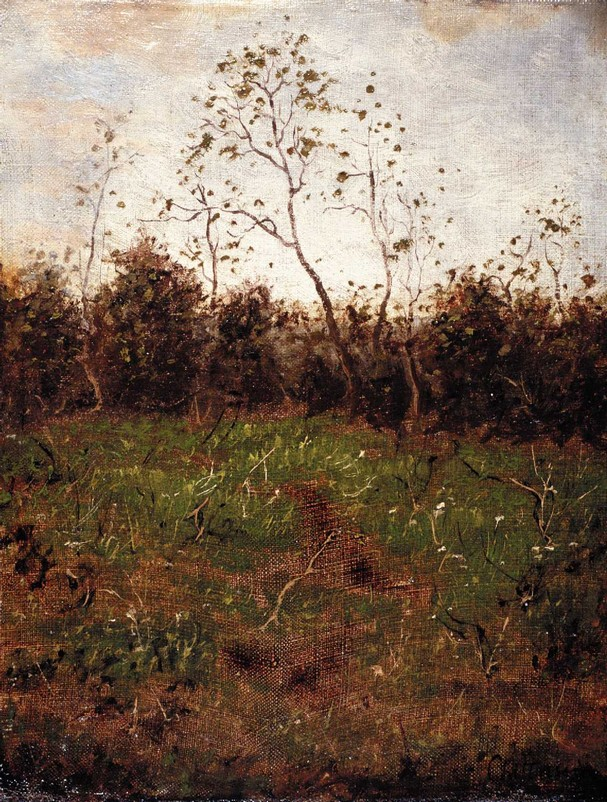
В поле
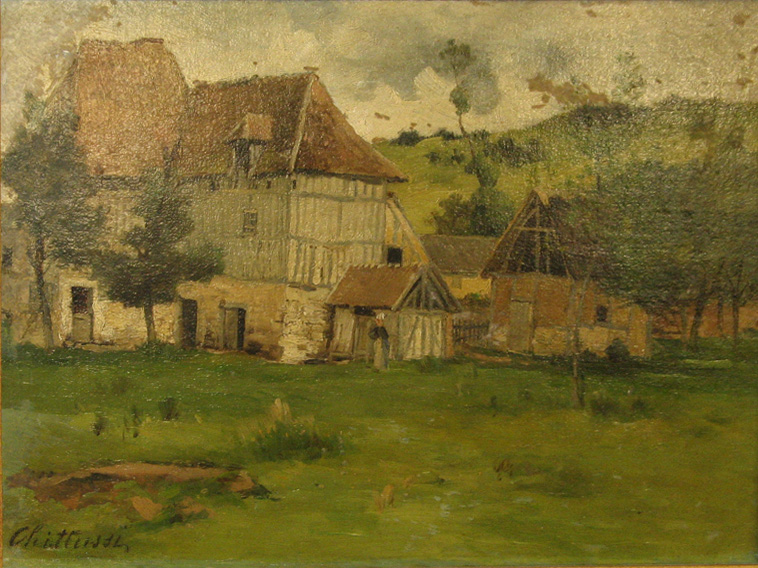
Хутор в Нормандии
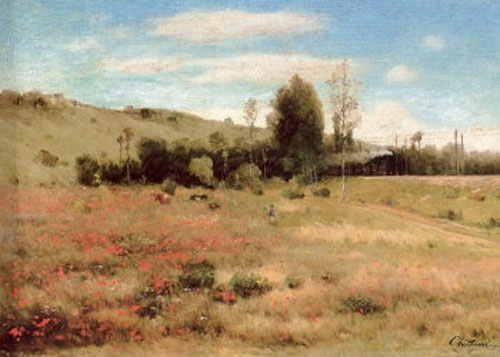
На дороге в Орлеан
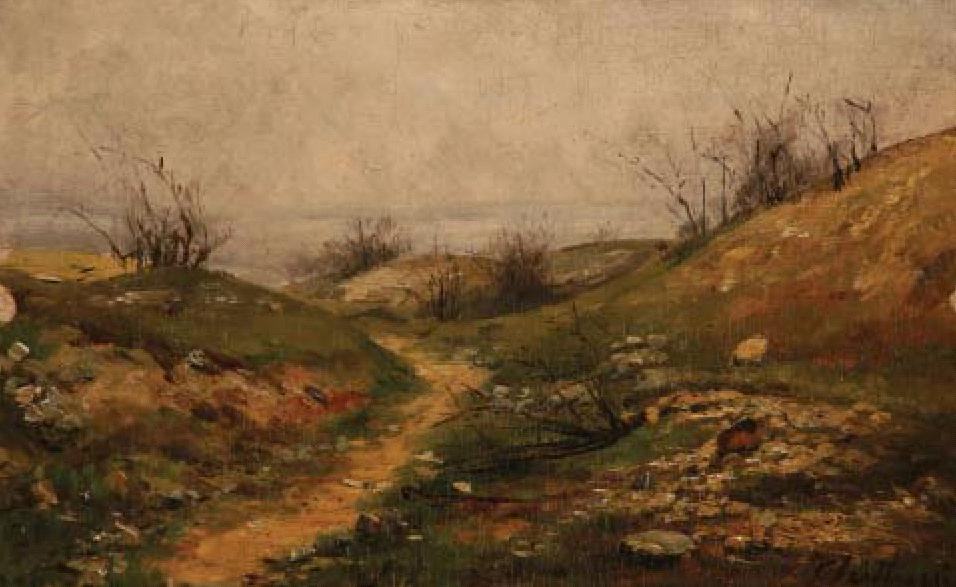
Тропинка к морю
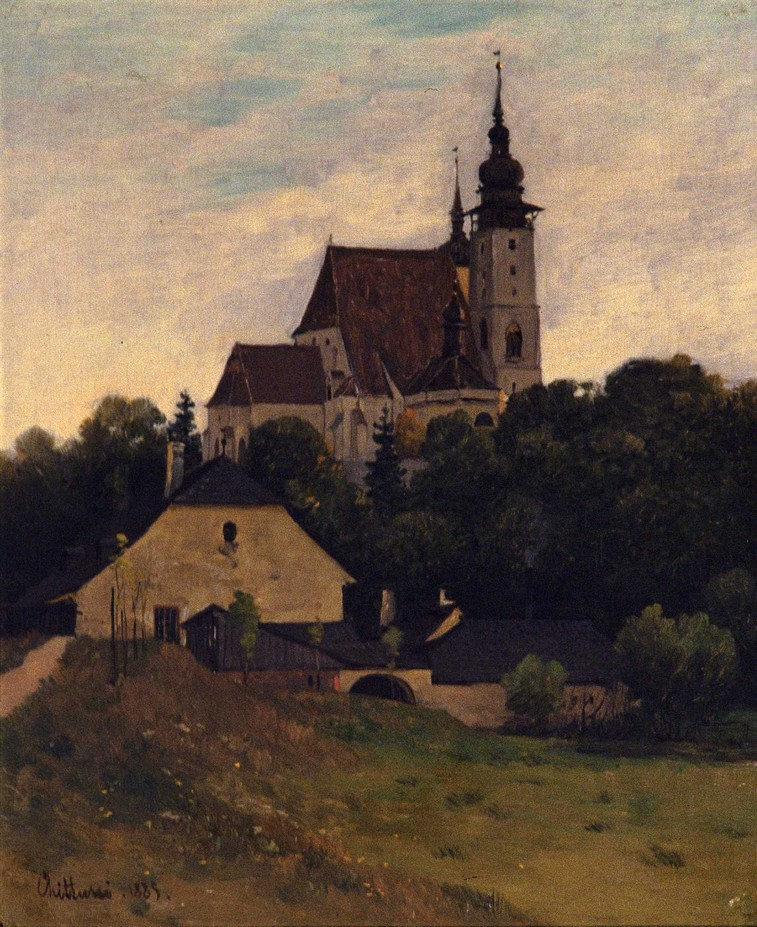
Собор св. Якуба в Йиглаве (1885)
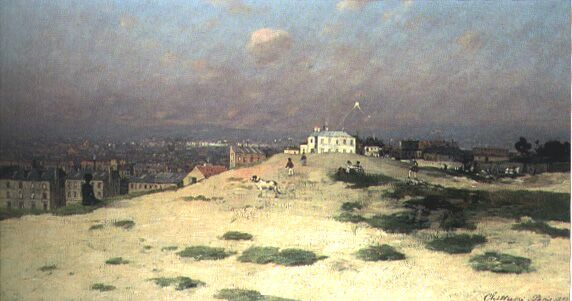
Вид на Прагу